# Veste (Gummersbach)

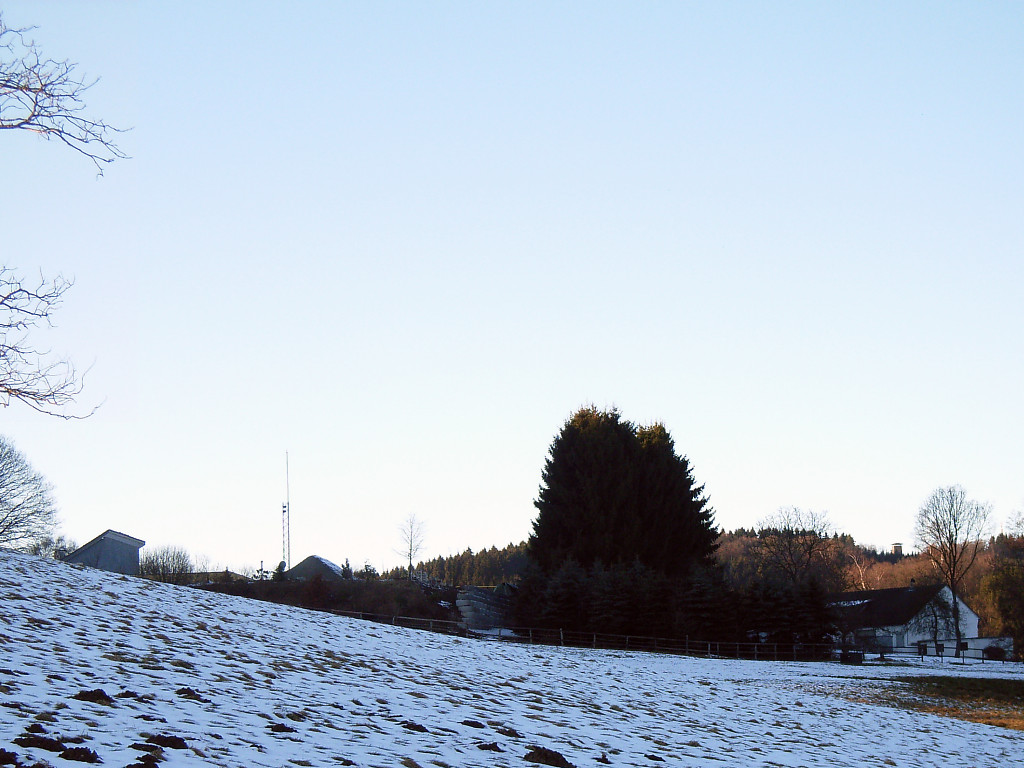
Blick auf Veste aus Richtung Strombach

Veste ist ein Ortsteil von Gummersbach im Oberbergischen Kreis im südlichen Nordrhein-Westfalen, Deutschland.

## Lage und Beschreibung
Veste liegt etwa 3,5 km vom Stadtzentrum Gummersbach entfernt an der Landstraße 323.

## Verkehr
316 (Gummersbach-Neuremscheid)
317 (Gummersbach-Ründeroth)